# Озёрное (Яснополянский сельсовет)
Озёрное (до начала 1960-х годов Карача́-Кита́й; укр. Озерне, крымскотат. Qaraça Qıtay, Къарача Къытай) — исчезнувшее село в Джанкойском районе Республики Крым, располагавшееся на севере района, на берегу Сиваша, на полуострове Карача-Китай — было одним из самых северных сёл района, примерно в 8 км к северу от современного села Рюмшино.

### Динамика численности населения
| - 1805 год — 69 чел. - 1864 год — 6 чел. - 1889 год — 15 чел. | - 1892 год — 0 чел. - 1915 год — 4/22 чел. - 1926 год — 15 чел. |

## История
Первое документальное упоминание села встречается в Камеральном Описании Крыма… 1784 года, судя по которому, в последний период Крымского ханства Кобан Кытай входил в Дип Чонгарский кадылык Карасубазар ского каймаканства. После присоединения Крыма к России (8) 19 апреля 1783 года, (8) 19 февраля 1784 года, именным указом Екатерины II сенату, на территории бывшего Крымского Ханства была образована Таврическая область и деревня была приписана к Перекопскому уезду. После Павловских реформ, с 1796 по 1802 год, входила в Перекопский уезд Новороссийской губернии. По новому административному делению, после создания 8 (20) октября 1802 года Таврической губернии, Карача-Китай был включён в состав Биюк-Тузакчинской волости Перекопского уезда.
По Ведомости о всех селениях в Перекопском уезде состоящих с показанием в которой волости сколько числом дворов и душ… от 21 октября 1805 года в деревне Карача-Китай числилось 10 дворов, 65 крымских татар и 4 ясыров. На военно-топографической карте генерал-майора Мухина 1817 года деревня Карачакитай обозначена с 24 дворами. После реформы волостного деления 1829 года Карача-Китай, согласно «Ведомости о казённых волостях Таврической губернии 1829 года», остался в составе Тузакчинской волости. На карте 1836 года в деревне 10 дворов. Затем, видимо, вследствие эмиграции крымских татар в Турцию, деревня заметно опустела и на карте 1842 года Карача-Китай обозначен условным знаком «малая деревня», то есть, менее 5 дворов.
В 1860-х годах, после земской реформы Александра II, деревню приписали к Ишуньской волости. В «Списке населённых мест Таврической губернии по сведениям 1864 года», составленном по результатам VIII ревизии 1864 года, Карача-Китай — владельческая деревня, с 2 дворами и 6 жителями при заливѣ Сиваша. На карте 1865—76 года в деревне Карача-Китай те же 2 двора. Согласно «Памятной книжке Таврической губернии за 1867 год», деревня стояла покинутая, ввиду эмиграции крымских татар, особенно массовой после Крымской войны 1853—1856 годов, в Турцию. По «Памятной книге Таврической губернии 1889 года», по результатам Х ревизии 1887 года, в деревне Карача-Китай, уже, видимо, заселённой выходцами из материковой России, числилось 2 двора и 15 жителей.
После земской реформы 1890 года Карачи-Китай отнесли к Богемской волости. В «…Памятной книжке Таврической губернии на 1892 год» в сведениях о Богемской волости никаких данных о деревне, кроме названия, не приведено. По Статистическому справочнику Таврической губернии. Ч.II-я. Статистический очерк, выпуск пятый Перекопский уезд, 1915 год, на хуторе Карачи-Китай (Крашково — наследников Люстиха) Богемской волости Перекопского уезда числилось 2 двора, 4 приписных жителей и 22 — «посторонних», без указания национальностей.
После установления в Крыму Советской власти, по постановлению Крымревкома от 8 января 1921 года № 206 «Об изменении административных границ» была упразднена волостная система и в составе Джанкойского уезда был создан Джанкойский район. В 1922 году уезды преобразовали в округа. 11 октября 1923 года, согласно постановлению ВЦИК, в административное деление Крымской АССР были внесены изменения, в результате которых округа были ликвидированы, основной административной единицей стал Джанкойский район и село включили в его состав. Согласно Списку населённых пунктов Крымской АССР по Всесоюзной переписи 17 декабря 1926 года, на хуторе Карача-Китай, в составе упразднённого к 1940 году Тереклынского сельсовета Джанкойского района, числилось 4 двора, население составляло 15 человек, из них 14 русских и 1 украинец. На подробной карте РККА северного Крыма 1941 года в Карача-Китае отмечено 3 двора.
В 1944 году, после освобождения Крыма от фашистов, 12 августа 1944 года было принято постановление № ГОКО-6372с «О переселении колхозников в районы Крыма» и в сентябре 1944 года в район приехали первые новоселы (27 семей) из Каменец-Подольской и Киевской областей, а в начале 1950-х годов последовала вторая волна переселенцев из различных областей Украины. С 25 июня 1946 года Карача-Китай в составе Крымской области РСФСР. 26 апреля 1954 года Крымская область была передана из состава РСФСР в состав УССР. К 1960 году Карача-Китай был переименован в Озёрное, поскольку в «Справочнике административно-территориального деления Крымской области на 15 июня 1960 года» посёлок Озёрное уже числился в составе Целинного сельсовета. Ликвидировано Озёрное к 1968 году (согласно справочнику «Крымская область. Административно-территориальное деление на 1 января 1968 года» — в период с 1954 по 1968 год). Старое название сохранилось в названии Сивашского полуострова, где ранее находилось село.